# Kozia Wola (województwo świętokrzyskie)
Kozia Wola – wieś sołecka w Polsce położona w województwie świętokrzyskim, w powiecie koneckim, w gminie Stąporków}.

## Historia
W wieku XIX, Kozia Wola – wieś w parafii Końskie  posiadała: 41 osad z gruntem 432 morgi.
W 1864 car Aleksander II Romanow wydał ukaz o uwłaszczeniu chłopów w Królestwie Polskim. Na mocy tego dekretu ziemia i budynki posiadane przez mieszkańców Koziej Woli stały się ich własnością.
Według spisu powszechnego z roku 1921 we wsi Kozia Wola było 93 domy i 544 mieszkańców w tym 4 wyznania mojżeszowego.
W czasie okupacji niemieckiej służący reżimowi III Rzeszy Kałmucki Korpus Kawalerii dokonał pacyfikacji wsi Kozia Wola. Pacyfikacje przeprowadzane przez Kałmuków polegały na mordowaniu mieszkańców, rabunkach i paleniu zabudowań. W ramach odwetu za zastrzelenie przez radzieckich skoczków spadochronowych jednego z kałmuckich żołnierzy w Koziej Woli zamordowali oni dwie osoby.
W latach 1954–1959 wieś należała i była siedzibą władz gromady Kozia Wola, po jej zniesieniu w gromadzie Pomyków. W latach 1975–1998 miejscowość administracyjnie należała do województwa kieleckiego.
Wierni kościoła rzymskokatolickiego należą do parafii Nawiedzenia Najświętszej Maryi Panny w Czarnej.

## Części wsi
| SIMC    | Nazwa               | Rodzaj    |
| ------- | ------------------- | --------- |
| 0271880 | Czarnecka Krzyżówka | część wsi |
| 0271897 | Janów               | część wsi |
| 0271905 | Wyprawa             | część wsi |